# 와부읍
와부읍(瓦阜邑)은 경기도 남양주시의 남부에 위치한 읍이다. 남쪽은 한강과 자연 경계를 이루고 서쪽은 백봉에서 뻗은 산맥으로 경계를 이루고 있다.
읍내에는 예봉산, 운길산, 조조봉 등의 높은 산이 있어서 경치가 좋다. 한강변과 계곡을 따라 원예 농업과 낙농업이 성하고 용수와 수리 등 공업 입지가 좋기 때문에 덕소리를 중심으로 제강, 전자 제품, 식품, 의류, 셀로판, 파지 등의 공업이 생겨나 도시화가 진행되었다.

## 연혁
- 1466년: 양주목 설치와 동시에 와공면 설치.
- 1577년: 광주목 설치와 동시에 초부면 설치.
- 1914년 : 와공면[1], 초부면[2]의 일부와 통합해 와부면 설치
- 1940년 2월 14일 : 조안출장소 설치
- 1980년 12월 1일 : 와부읍으로 승격
- 1983년 4월 12일 : 행정리 25개 리에서 27개 리로 변경
- 1986년 4월 1일 : 조안면 분면, 30개 리에서 21개 리로 변경
- 1989년 1월 1일 : 조안면 시우리 일부와 내치 자연부락을 월문2리로 편입
- 1989년 7월 1일 : 행정리 21개 리에서 22개 리로 변경
- 1992년 4월 1일 : 행정리 22개 리에서 23개 리로 변경
- 1992년 10월 9일 : 행정리 23개 리에서 25개 리로 변경
- 1997년 3월 18일 : 행정리 25개 리에서 27개 리로 변경
- 1998년 4월 27일 : 행정리 27개 리에서 29개 리로 변경
- 1999년 1월 23일 : 행정리 29개 리에서 33개 리로 변경
- 1999년 7월 22일 : 행정리 33개 리에서 34개 리로 변경
- 2000년 7월 10일 : 행정리 34개 리에서 36개 리로 변경
- 2001년 7월 30일 : 행정리 36개 리에서 37개 리로 변경
- 2001년 12월 31일 : 행정리 37개 리에서 38개 리로 변경
- 2003년 2월 4일 : 행정리 38개 리에서 39개 리로 변경
- 2003년 8월 1일 : 행정리 39개 리에서 40개 리로 변경
- 2005년 10월 13일 : 행정리 40개 리에서 41개 리로 변경(도곡13리 쌍용스윗닷홈리버APT)
- 2007년 3월 2일 : 행정리 41개 리에서 45개 리로 변경(덕소18리 동부, 덕소19리 덕소아이파크, 덕소20리 경남아너스빌, 덕소21리 벽산메가트리움)
- 2008년 2월 21일 : 행정리 45개 리에서 46개 리로 변경
- 2016년 1월 4일 : 와부읍과 조안면을 관할하는 와부·조안 행정복지센터가 개청하였다.[3]

## 행정 구역
| 법정리 | 한자명 | 행정리 |
| ------ | ------ | --- |
| 덕소리 | 德沼里 | 덕소1리, 덕소2리, 덕소3리, 덕소4리, 덕소5리, 덕소6리, 덕소7리, 덕소8리, 덕소9리, 덕소10리, 덕소11리, 덕소12리, 덕소13리, 덕소14리, 덕소15리, 덕소16리, 덕소17리, 덕소18리, 덕소19리, 덕소20리, 덕소21리, 덕소22리 |
| 도곡리 | 陶谷里 | 도곡1리, 도곡2리, 도곡3리, 도곡4리, 도곡5리, 도곡6리, 도곡7리, 도곡8리, 도곡9리, 도곡10리, 도곡11리, 도곡12리, 도곡13리                                                                                           |
| 월문리 | 月文里 | 월문1리, 월문2리, 월문3리, 월문4리, 월문5리, 월문6리 |
| 율석리 | 栗石里 | 율석1리, 율석2리, 율석3리 |
| 팔당리 | 八堂里 | 팔당1리, 팔당2리 |

## 아파트
| 단지명                 | 건설사                           | 시행사                           | 주소                             | 입주        | 비고              |
| ---------------------- | -------------------------------- | -------------------------------- | -------------------------------- | ----------- | ----------------- |
| 덕소주공 1단지         | 흥화공업㈜                       | 대한주택공사                     | 와부읍 덕소로97번길 34 (덕소리)  | 1996년 4월  |                   |
| 덕소주공 2단지         | 한라건설㈜                       | 대한주택공사                     | 와부읍 덕소로97번길 12 (덕소리)  | 1998년 4월  |                   |
| 덕소주공 3단지         | 한일합섬                         | 대한주택공사                     | 와부읍 덕소로 33 (덕소리)        | 1998년 8월  |                   |
| 덕소현대               | 현대산업개발                     | 조선무역㈜                       | 와부읍 덕소로 150 (덕소리)       | 1997년 12월 |                   |
| 덕소 아이파크          | 현대산업개발                     | 현대산업개발                     | 와부읍 월문천로 95 (덕소리)      | 2007년 2월  |                   |
| 덕소 동부센트레빌      | 동부건설                         | ㈜동부디엔씨                     | 와부읍 덕소로97번길 99 (덕소리)  | 2006년 12월 |                   |
| 덕소 두산위브          | 두산건설                         |                                  | 와부읍 덕소로 180 (도곡리)       | 2002년 12월 | 덕소신앙촌 재건축 |
| 대성·코오롱            | 대성산업㈜ 건설부문 코오롱글로벌 | 대성산업㈜ 건설부문 코오롱글로벌 |                                  | 1999년 12월 |                   |
| 덕소 쌍용스윗닷홈 리버 | 남광토건                         | 남광토건                         | 와부읍 덕소로 286 (도곡리)       | 2005년 5월  |                   |
| 덕소 쌍용              | 남광토건                         | 남광토건                         |                                  | 2000년 11월 |                   |
| 덕소강변 현대홈타운    | 현대건설                         | 현대건설                         | 와부읍 덕소로116번길 43 (덕소리) | 2001년 6월  |                   |

## 주요 기관

### 관공서
- 와부·조안 행정복지센터
- 남양주경찰서 와부지구대
- 남양주소방서 와부소방파출소
- 덕소우체국

## 교육 기관

### 초등학교
- 와부초등학교
- 덕소초등학교
- 도곡초등학교
- 도심초등학교
- 월문초등학교
- 예봉초등학교

### 중학교
- 와부중학교
- 덕소중학교
- 예봉중학교

### 고등학교
- 와부고등학교
- 덕소고등학교

## 기타 기관

### 의료 기관
- 남양주보건소 와부보건지소

### 도서관
- 남양주 와부도서관

## 교통

### 도로
- 서울양양고속도로 덕소삼패 나들목
- 국도 제6호선
- 국가지원지방도 제86호선

### 철도
● 수도권 전철 경의·중앙선
- 덕소역
- 도심역
- 팔당역

## 명칭
현재의 와부읍과 조안면 지역은 대한제국 시기까지 양주군 와공면과 광주군 초부면, 동부면에 속해 있었다. 1914년 행정구역 통폐합에 따라 초부면을 양주군에 편입하고 와공면의 '와'자와 초부면의 '부'자를 따서 와부면이라 하였다. 옛 초부면 지역은 1986년 조안면으로 분리되어 현재의 와부읍 지역은 대부분 옛 와공면 지역에 해당한다. 일제강점기에 인위적으로 만들어진 명칭이며 저명성이 낮아 와부읍이라는 정식 명칭보다는 면소재지 지명인 덕소로 더 많이 불리며, '덕소읍'으로 행정구역 명칭을 정식 변경하자는 주장이 제기된 바 있으나, 아직 정식으로 추진되지는 않고 있다.

## 문화재
- 김상헌선생묘 - 경기도 기념물 제100호
- 이맹현선생묘 - 경기도 기념물 제114호

## 자연환경
- 월문천
- 궁촌천
- 도심천
- 덕소천
- 갑산
- 금대산
- 예봉산
- 적갑산

## 참고 자료
- 이 문서에는 다음커뮤니케이션(현 카카오)에서 GFDL 또는 CC-SA 라이선스로 배포한 글로벌 세계대백과사전의 내용을 기초로 작성된 글이 포함되어 있습니다.